# اوینایونگ
اوینایونگ (به لاتین: Evinayong) یک شهر در بالای کوهی کوچک در جنوب شرق منطقه ریو مونی در گینه استوایی است. این شهر مرکز استان سنترو سور است. اوینایونگ ۹٬۱۵۵ نفر جمعیت دارد و ۶۳۱ متر بالاتر از سطح دریا واقع شده‌است.
این شهر از مراکز خرید و تفریحات شبانه در گینه استوایی به‌شمار می‌رود.